# Longstaff Peaks
Longstaff Peaks är ett berg i Antarktis. Det ligger i Östantarktis. Nya Zeeland gör anspråk på området. Toppen på Longstaff Peaks är 2 997 meter över havet, eller 227 meter över den omgivande terrängen. Bredden vid basen är 1,5 km.
Terrängen runt Longstaff Peaks är huvudsakligen bergig, men den allra närmaste omgivningen är kuperad. Longstaff Peaks ligger uppe på en höjd som går i nord-sydlig riktning. Trakten är obefolkad. Det finns inga samhällen i närheten.